# Sitta przewalskii
Sitta przewalskii е вид птица от семейство Зидаркови (Sittidae).

## Разпространение
Видът е ендемичен за някои райони в югоизточните части на Тибет и западните централни части на Китай, включително източен Цинхай, Гансу и Съчуан. Обитава иглолистните планински гори от смърч и ела на надморска височина обикновено от 2250 до 4500 метра.